# Francesco Bianchi
För andra betydelser, se Francesco Bianchi (olika betydelser).

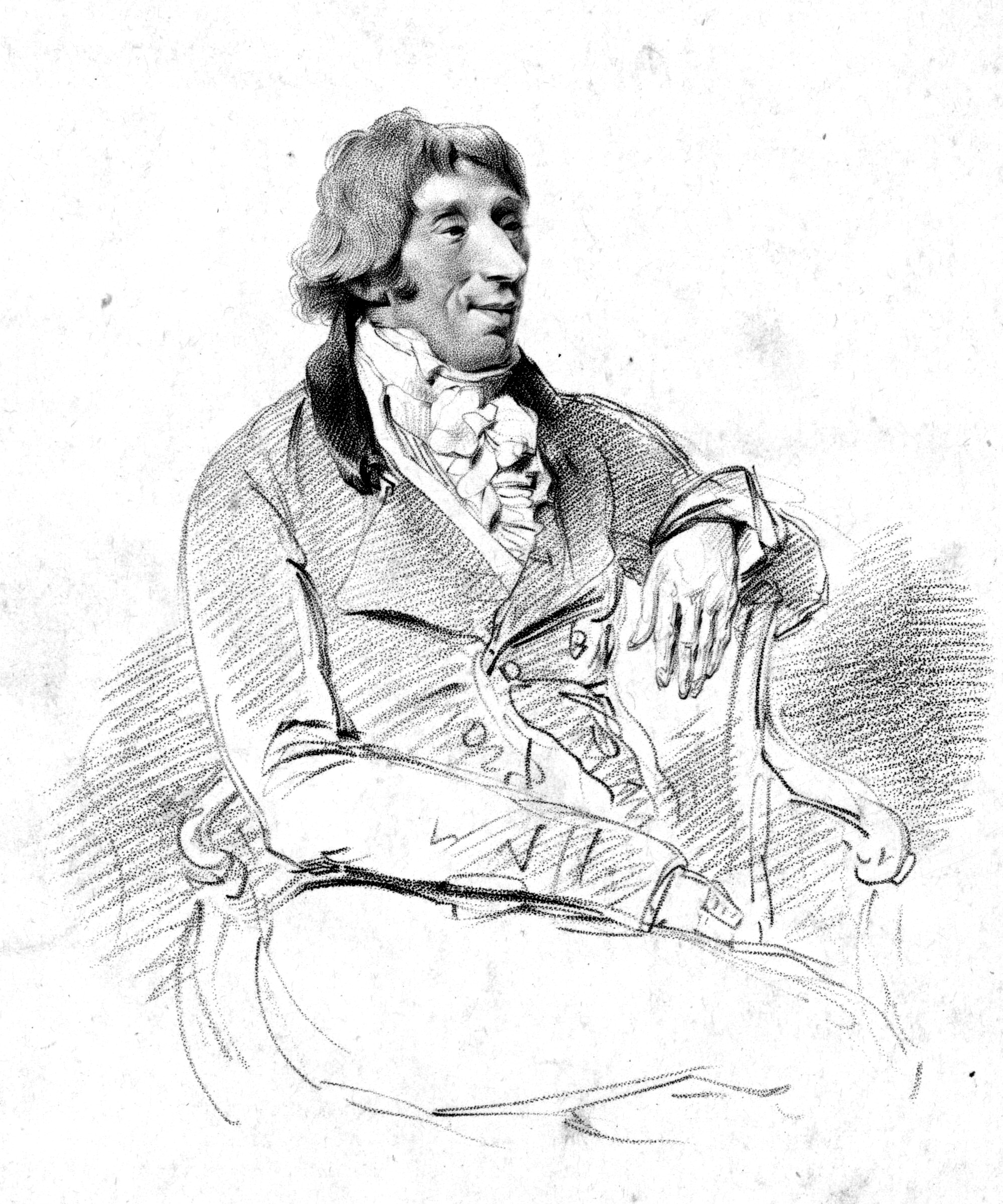
Francesco Bianchi.

Francesco Bianchi, född 1752 i Cremona, död 27 november 1810 i Hammersmith, var en italiensk tonsättare. 
Bianchi blev 1775 cembalist vid den italienska operan i Paris, 1785 organist vid Markuskyrkan i Venedig och 1792 kapellmästare vid King's Theatre i London. Han skrev två oratorier, Joas och Agar, samt mer än 30 operor, bland vilka märks La villanella rapita ("Den bortförda fästmön", given i Stockholm 1802, dock endast delvis med Bianchis musik).